# Adilson Barros
Adilson Barros (Sorocaba, 26 de outubro de 1947 — São Paulo, 11 de novembro de 1997) foi um ator brasileiro, formado pela Escola de Arte Dramática da Universidade de São Paulo (EAD/USP) e um dos criadores do grupo de teatro experimental Pessoal do Victor.
No teatro participou de vários espetáculos, entre eles, "Feliz Ano Velho", pelo qual ganhou o Troféu Mambembe. No cinema, fez "A Marvada Carne" de André Klotzel e "Kuarup", entre outros. Foi professor de artes cênicas na Universidade Estadual de Campinas (Unicamp).
Morreu em 11 de novembro de 1997, em São Paulo, aos 50 anos, vítima de complicações decorrentes da AIDS.

## Carreira
Estes são os seus principais trabalhos:

### Cinema
| Ano  | Título               | Papel  | Diretor                    |
| ---- | -------------------- | ------ | -------------------------- |
| 1983 | Flor do Desejo       | Poeta  | Guilherme de Almeida Prado |
| 1987 | A Marvada Carne      | Quim   | André Klotzel              |
| 1989 | Kuarup               | Otávio | Ruy Guerra                 |
| 1993 | Capitalismo Selvagem | Marcos | André Klotzel              |

### Televisão
| Ano  | Novela/programa  | Personagem                   |
| ---- | ---------------- | ---------------------------- |
| 1988 | Fera Radical     | Caminhoneiro Jorjão          |
| 1990 | Rainha da Sucata | Assaltante                   |
| 1996 | O Rei do Gado    | Motorista da fazenda de cana |